# ZK 140T

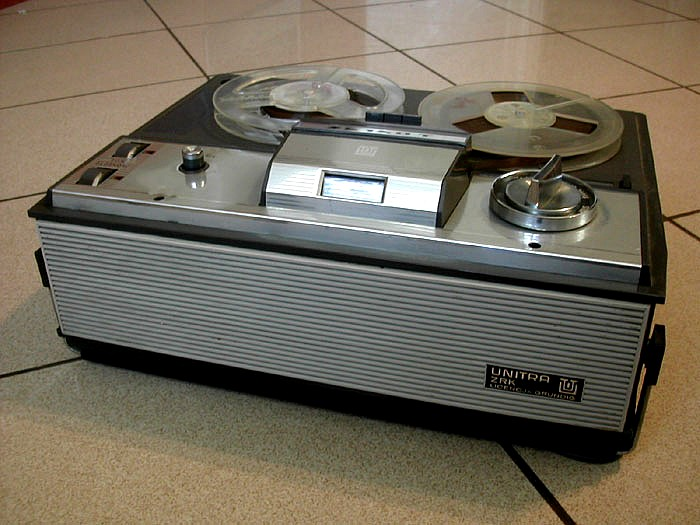
Magnetofon szpulowy model ZK-140T marki Unitra-ZRK na licencji Grundig

ZK-140T – czterościeżkowy, monofoniczny, tranzystorowy magnetofon szpulowy produkowany na licencji niemieckiego Grundiga.
Licencja zakupiona została na przełomie lat 60. i 70. przez Zakłady Radiowe im. Marcina Kasprzaka w Warszawie, około roku 1980 produkcję przekazano do gdańskich zakładów Magmor, gdzie zmieniono konstrukcję elektryczną (m.in. zmiana tranzystorów mocy z germanowych na krzemowe) i ulepszono mechanikę (m.in. mniej zużywające się elementy toru przesuwu taśmy). Produkowany był do drugiej połowy lat 80, ostatnie egzemplarze wyprodukowano w grudniu 1989, po około 20 latach od zakupu licencji. W latach 70. przeszedł lifting. Wskaźnik wysterowania podczas zapisu nie był już pod kątem, a pionowo. W magnetofonach z Magmoru używano wskaźnika wychyłowego bądź wskaźnika zbudowanego na dwóch diodach LED. Był jednym z sześciu modeli produkowanych na niemieckiej licencji. Wraz z ZK 120T był jedynym magnetofonem tranzystorowym wśród rodziny magnetofonów ZK produkowanych na licencji niemieckiej. Pozostałe magnetofony z serii ZK były magnetofonami lampowymi. Jego następcą był nowocześniejszy ZK 147.

## Pozostałe modele
- ZK 120
- ZK 120T
- ZK 125 (dwuścieżkowy)
- ZK 140
- ZK 145 (czterościeżkowy)